# 東幹久
東 幹久（あずま みきひさ、1969年8月12日 - ）は、日本の俳優、タレント。東京都出身。
ポートレーブ所属。身長183cm、体重65kg。

## 略歴
チーマーをしてた渋谷でスカウトされたのがきっかけで芸能界入り。1988年、『SO WHAT』で準主役のロック少年・南田アキラを演じ、俳優デビューする。同年12月、『泣くなセン!燃える男 〜星野仙一物語』で青年期の星野仙一を演じ、ドラマデビュー。
1993年のフジテレビ系ドラマ『チャンス!』、1994年の同局『お金がない!』などでコメディにも果敢に挑戦し、役柄を広げていく。
1995年、歯磨き粉『アパガード』（サンギ）のCMで高岡早紀と共演し、「芸能人は歯が命」というキャッチフレーズとともにインパクトを与え、一躍全国区の知名度を得た。
2000年、フジテレビ『やまとなでしこ』では、ヒロインに翻弄される人の好い御曹司・東十条を演じた。以降、ドラマ、バラエティ番組などで活躍している。
2008年には、NHK連続テレビ小説『どんど晴れ』に出演した縁で岩手競馬のイメージキャラクターに選ばれ、コマーシャルやイベント等に出演する。契約料はなし、出演料は岩手競馬の売り上げ次第となっている。

## 人物
特技はビリヤード・ゴルフ・バレー･バスケットボール･スキー･野球･ジェットスキー。競馬のファン。

## 受賞歴
1994年
- 第2回ザテレビジョンドラマアカデミー賞 助演男優賞（『お金がない!』）[4]

## 出演

### テレビドラマ
- 君が嘘をついた（1988年10月24日 - 12月19日、フジテレビ）
- 星野仙一物語 泣くなセン! 燃える男（1988年12月31日、TBS） - 主演・星野仙一役
- 川は泣いている（1990年1月4日 - 1月25日、テレビ朝日、木曜ドラマ）
- すてきな片想い（1990年10月15日 - 12月17日、フジテレビ） - 瀬戸哲雄 役
- 熱血!新入社員宣言（1991年4月9日 - 6月25日、TBS） - 神保哲郎 役
- 愛さずにいられない（1991年10月16日 - 12月25日、日本テレビ） - 大野勇気 役
- 東京エレベーターガール（1992年1月10日 - 3月20日、TBS、ノストラダムス） - 島大紀 役
- 素顔のままで （1992年、フジテレビ） - 村上一也 役
- 世にも奇妙な物語 冬の特別編「サブリミナル」（1992年12月30日、フジテレビ） - 主演
- 季節はずれの海岸物語 93 冬（1993年1月7日、フジテレビ） - 秀樹 役
- チャンス!（1993年4月14日 - 6月30日、フジテレビ） - 日向麗太 役
- 嵐の中の愛のように（1993年7月3日 - 9月25日、日本テレビ） - 八神貴之 役
- 新空港物語（1994年1月6日 - 3月17日、テレビ朝日） - 新道純平 役
- お金がない!（1994年7月6日 - 9月21日、フジテレビ） - 大沢一郎 役
- 私の運命（1994年10月11日 - 1995年3月21日、TBS） - 鈴木次郎 / 中山憲一 役（二役）
- ひとりにしないで（1995年7月26日 - 9月21日、フジテレビ） - 米山淳 役
- ベストフレンド（1995年10月16日 - 12月11日、日本テレビ） - 園田哲也 役
- 裸の大将 第77話「フグと清と鉄人と」（1996年1月7日、関西テレビ） - 矢野邦夫 役
- リスキー・ゲーム（1996年1月11日 - 3月26日、TBS） - 日比野道彦 役
- 炎の消防隊（1996年4月11日 - 6月20日、テレビ朝日） - 南洋平 役
- 木曜の怪談「タイムキーパーズ」（フジテレビ、1997年） - リョウ　役
- きらきらひかる 「第1話」（1998年1月13日、フジテレビ） - 酒田利明 役
- ハッピーマニア（1998年7月8日 - 9月23日、フジテレビ） - 大河内清次 役
- 殴る女（1998年10月13日 - 12月15日、フジテレビ） - 元木徹 役
- 夜逃げ屋本舗（1999年1月13日 - 3月17日、日本テレビ） - 朝宮賢宗 役
- 天涯の花（1999年11月6・13日、NHK） - 久能 役
- 二千年の恋（2000年1月10日 - 3月20日、フジテレビ） - 今富成次 役
- やまとなでしこ（2000年10月9日 - 12月18日、フジテレビ） - 東十条司 役
- 17年目のパパへ（2001年1月4日、TBS） - 銀行強盗のリーダー 役
- 嫁はミツボシ。 第8話・第9話、最終話（2001年5月30日・6月6日、6月20日、TBS） - 黛隆太郎 役
- 牟田刑事官事件ファイルシリーズ（2001年 - 2007年、テレビ朝日、土曜ワイド劇場） - 岩城政則 役
  - ファイル 29（2001年2月24日）
  - ファイル 30（2001年9月1日）
  - ファイル 31（2004年4月10日）
  - ファイル 32（2005年4月30日）
  - ファイル 33（2007年6月23日）
  - 牟田刑事官VS終着駅の牛尾刑事 最愛の家族を殺された四人の復讐同盟!横浜〜新宿〜伊勢志摩トリプル殺人の謎…（2001年12月29日）
  - 牟田刑事官VS終着駅の牛尾刑事2 刑事の妹も襲われた!ひとり魔連続殺人・函館〜富士の樹海に三重逆転・森村誠一の暗渠の連鎖（2002年12月28日）
  - 牟田刑事官VS終着駅の牛尾刑事そして事件記者冴子　九台の玉突き炎上事故が連続殺人を招いた! ねぶた祭りに秘密が（2003年12月27日）
  - 牟田刑事官VS終着駅の牛尾刑事そして事件記者冴子　超高層ホテル殺人!見合いパーティと新婚妻に妖しい影（2004年12月25日）
  - 牟田刑事官VS終着駅の牛尾刑事そして事件記者冴子　新宿で殺された女を乗せて能登半島へ危険なドライブ!殺人をのぞく女（2005年12月24日）
- マリア（2001年7月4日 - 9月12日、TBS） - 坂本明 役
- スタアの恋（2001年10月11日 - 12月20日、フジテレビ） - 市川 隆太郎 役
- ピッキングトリオの事件簿（2001年11月2日、フジテレビ、金曜エンタテイメント） - 鶴見康祐 役
- 松本清張スペシャル 一年半待て（2002年1月15日、日本テレビ、火曜サスペンス劇場20周年記念作品） - 岡島久男 役
- 九龍で会いましょう（2002年4月12日 - 6月28日、テレビ朝日） - 東郷大 役
- 真夜中の雨 第1話（2002年10月10日、TBS） - 及川一馬 役
- コーリュー（名古屋テレビ開局40周年記念ドラマ、2002年12月、名古屋テレビ）
- 熱烈的中華飯店（2003年1月18日 - 3月12日、フジテレビ） - 大山海次郎 役
- マルサ!!東京国税局査察部（2003年4月8日 - 6月24日、フジテレビ） - 蔵持不二夫 役
- 密会の宿（2003年 - 2009年、テレビ東京、女と愛とミステリー→水曜ミステリー9→水曜シアター9） - 久保隆 役
- 特命係長 只野仁「第7話」（2003年8月22日、テレビ朝日） - 細川竜一郎（カミソリの龍） 役
- 太閤記 サルと呼ばれた男（2003年12月27日、フジテレビ） - 葛城文右衛門 役
- 僕と彼女と彼女の生きる道（2004年1月6日 - 3月23日、関西テレビ） - 宮林功二 役
- 火曜サスペンス劇場 警部補 佃次郎19 妻の秘密（2004年4月13日、NTV） - 平山保 役
- 温泉（秘）大作戦シリーズ（2004年 - 、朝日放送、土曜ワイド劇場） - 島慎之介 役
  1. （2004年2月21日）
  2. （2005年1月15日）
  3. （2006年4月15日）
  4. （2007年7月21日）
  5. （2008年1月19日）
  6. （2008年8月16日）
  7. （2009年2月21日）
  8. （2009年12月5日）
  9. （2010年3月27日）
  10. （2011年8月20日）
  11. （2012年3月10日）
  12. （2013年1月12日）
  13. （2014年3月29日）
  14. （2014年8月16日） - 島慎之介役と篠田潤一の二役で出演。
  15. （2015年3月28日）
  16. （2015年10月24日）
  17. （2016年4月16日）
  18. （2016年8月13日）
- ああ探偵事務所（2004年7月2日 - 9月17日、テレビ朝日） - 松本康介 役
- 弟（2004年11月17 - 21日、テレビ朝日） - 金宇満司 役
- スチュワーデス刑事9（2005年1月7日、金曜エンタテイメント） - 美里秀樹 役
- ごくせん 第2シリーズ（2005年1月15日 - 3月29日、日本テレビ） - 馬場正義 役
  - ごくせん 第3シリーズ（2008年4月19日 - 6月28日）
  - ごくせん 第3シリーズ卒業スペシャル（2009年3月29日）
- 新米事件記者・三咲（2005年5月8日、テレビ東京、水曜ミステリー9） - 有沢浩之 役
  - 新米事件記者・三咲2（2006年5月17日）
- 女と男と物語PART III「第5話　イタズラな記念日」（2005年5月14日、朝日放送） - 西島五郎 役
- 新・科捜研の女「Last file」（2005年9月15日、テレビ朝日）
- 鬼嫁日記（2005年10月11日 - 12月20日、関西テレビ） - 村井達也 役
- 時効警察「第5話」（2006年2月10日、テレビ朝日） - 及川正義 役
- レガッタ（2006年7月14日 - 9月8日、朝日放送） - 田島真之助 役
- 愛と死をみつめて（2006年3月18・19日、テレビ朝日） - 大島和弘 役
- トップキャスター「第6話」（2006年5月22日、フジテレビ） - 桜井尚樹 役
- 奥様は警視総監シリーズ（2006年 - 、フジテレビ、金曜エンタテイメント） - 椿正一郎 役
  - 奥さまは警視総監（2006年7月21日）
  - 奥さまは警視総監2（2007年6月29日）
  - 奥様は警視総監3（2008年7月11日）
  - 奥様は警視総監4（2009年4月3日）
  - 奥様は警視総監5（2009年12月11日）
- CAとお呼びっ!「第2話」（2006年7月12日、日本テレビ） - 秋元光彦 役
- スイーツドリーム（2006年9月14-10月27日、TBS昼帯ドラマ、13時 - 13時30分、愛の劇場） - 一之瀬修 役
- 西村京太郎トラベルミステリー47・五能線の女（2006年12月16日、テレビ朝日、土曜ワイド劇場） - 川北昇 役
- どんど晴れ （2007年4月2日〜9月29日、NHK、連続テレビ小説） - 加賀美伸一（女将の長男） 役
- ホテリアー（2007年4月19日〜6月14日、テレビ朝日） - 岩間武彦 役
- 未来遊園地（2007年9月28日、テレビ朝日） - 尾藤 役
- 暴れん坊ママ（2007年10月16日〜12月18日、フジテレビ） - 北条一 役
- 獣医・いかり七緒の殺人診断（2007年10月27日、テレビ朝日、土曜ワイド劇場） - 榊原雄 役
- 吉原炎上 （2007年12月29日、テレビ朝日） - 大倉修一郎 役
- 千の風になって ドラマスペシャル・「死ぬんじゃない! 実録ドラマ・宮本警部が遺したもの」（2008年2月15日、フジテレビ、金曜プレステージ） - 西田圭孝（巡査） 役
- 犬は見た（2008年3月1日、テレビ朝日、土曜ワイド劇場） - 釜本 役
- てやんでいBaby（2008年3月7日〜2008年4月4日、WOWOW） - 富沢信夫 役
- モンスターペアレント「第3話」（2008年7月15日、関西テレビ） - 富永伸之 役
- OLにっぽん（2008年10月8日〜12月10日、日本テレビ） - 朝比奈国彦 役
- NHK大河ドラマ
  - 天地人（2009年1月4日〜11月22日） - 泉沢久秀 役
  - 軍師官兵衛（2014年） - 井伊直政 役
- 京都南署鑑識ファイルシリーズ（2009年 - 、テレビ朝日、土曜ワイド劇場→日曜ワイド→ミステリースペシャル） - 大山恭一 役
  - 京都南署鑑識ファイル4（2009年7月25日）
  - 京都南署鑑識ファイル5（2010年11月6日）
  - 京都南署鑑識ファイル6（2011年8月13日）
  - 京都南署鑑識ファイル7（2012年7月28日）
  - 京都南署鑑識ファイル8（2014年6月14日）
  - 京都南署鑑識ファイル9（2015年6月20日）
  - 京都南署鑑識ファイル10（2016年4月2日）
  - 京都南署鑑識ファイル11（2017年7月23日）
  - 京都南署鑑識ファイル12（2018年4月1日）
- 東京DOGS（2009年10月19日〜12月21日、フジテレビ） - 益子礼二 役
- デカ007（2010年4月26日、日本テレビ） - 立花宗彦 役
- 離婚同居 （2010年5月18日〜2010年6月15日、NHK） - 早乙女淳一 役
- 水戸黄門 第42部〜第43部（2010年10月〜2011年12月、TBS） - 佐々木助三郎 役
- ABC創立60周年スペシャルドラマ・「境遇」（2011年12月3日、朝日放送） - 岩崎健介 役
- ティーンコート（2012年1月10日〜3月、日本テレビ） - 松平隆 役
- リーガル・ハイ「最終話」（2012年6月26日、フジテレビ） - 石神 役
- 高橋留美子劇場「第2章」（2012年7月15日、NHK BSプレミアム） - 祭田勝 役
- 松本清張没後20年・ドラマスペシャル 熱い空気（2012年12月22日、テレビ朝日） - 本田純夫 役
- お助け屋☆陣八「第5話」（2013年2月7日、読売テレビ） - 西田雅史 役
- dinner「第7話」（2013年2月24日、フジテレビ） - 黒木春人 役
- ダブルス〜二人の刑事「第4話」（2013年5月9日、テレビ朝日） - 増田裕一 役
- クロコーチ（2013年10月11日 - 、TBS） - 五島要 役
- カメラマン亜愛一郎の迷宮推理（2013年11月13日、テレビ東京、水曜ミステリー9） - 鳳陽司 役
- 宮本武蔵（2014年3月15日・16日、テレビ朝日） - 植田良平 役
- 出張鑑定人・宝来伝吉（2014年4月25日、フジテレビ、金曜プレステージ） - 小金井雪夫 役
- 信州山岳刑事 道原伝吉（2014年5月28日、テレビ東京、水曜ミステリー9） - 須藤公彦 役
- 西村京太郎サスペンス 十津川捜査班9 故郷（2014年7月25日、フジテレビ、金曜プレステージ） - 片山洋 役
- ヒガンバナ〜女たちの犯罪ファイル（2014年10月24日、日本テレビ、金曜ロードSHOW!特別ドラマ企画） - 伊田智 役
- 検事・霧島三郎（2014年12月15日、TBS、月曜ゴールデン） - 河辺達朗 役
- 五つ星ツーリスト〜最高の旅、ご案内します!!〜「第2話」（2015年1月15日、読売テレビ） - 大沢ミノル 役
- 警視庁特捜対策室 迷宮捜査の女（2015年1月21日、テレビ東京、水曜ミステリー9） - 鬼頭靖史 役
- 美女と男子（2015年4月14日 - 8月25日、NHK） - 大門龍太郎 役[5]
- 花咲舞が黙ってない 第2シリーズ 第6話（2015年8月12日、日本テレビ） - 氷室瑛一 役
- 連続ドラマW（WOWOW）
  - しんがり 山一證券 最後の聖戦（2015年9月20日 - 10月25日） - 永山真司 役
  - トッカイ〜不良債権特別回収部〜 第2話（2021年1月24日）
- 臨場する女 捜査検事 雨音香（2016年1月23日、テレビ朝日、土曜ワイド劇場） - 吉沢喜一郎 役[6]
- 西村京太郎トラベルミステリー65・伊豆海岸殺人ルート（2016年2月6日、テレビ朝日、土曜ワイド劇場） - 水野久明 役
- 巨悪は眠らせない 特捜検事の逆襲（2016年10月5日、テレビ東京） - 鷹取章 役
- 人形佐七捕物帳 第5話（2016年12月6日、BSジャパン） - 熊谷武兵衛 役
- 24時間テレビドラマスペシャル「時代をつくった男 阿久悠物語」（2017年8月26日、日本テレビ） - 本城 役
- ハケンのキャバ嬢・彩華 第1話（2017年10月15日、朝日放送[注 1]） - 坂木達哉 役[7][8]
- フリンジマン〜愛人の作り方教えます〜（2017年10月8日 - 12月24日、テレビ東京） - 江戸川雷人（バズ・コック） 役
- 今からあなたを脅迫します 第3話（2017年11月5日、日本テレビ） - 戸田雄介 役
- 正義のセ 第9話（2018年6月6日、日本テレビ） - 村井直陽 役
- 頭に来てもアホとは戦うな! 第1話「熱血アホには××せよ!」（2019年4月22日、日本テレビ） - 片岡信二 役
- 白衣の戦士! 最終話「ナースをやめさせられる!? 仕事も恋も最大のピンチ」（2019年6月19日、日本テレビ） - 五十嵐宗徳 役
- 新・ミナミの帝王～銀次郎の愛した味を守れ!～（2021年3月23日、カンテレ） - 川上徹 役
- 全っっっっっ然知らない街を歩いてみたものの 第5話（2021年4月2日（1日深夜）、フジテレビ） - 久留里城資料館のスタッフ 役
- ガラパゴス（2023年2月6日・13日、NHK BSプレミアム / NHK BS4K） - 根来正一郎 役[9]

### ウェブドラマ
- ハケンのキャバ嬢・彩華 第1話（2017年10月9日、AbemaTV[注 1]） - 坂木達哉 役
- SPECサーガ黎明篇「サトリの恋」（2018年10月、Paravi） - 白旗黒志 役

### 映画
- SO WHAT（1988年7月16日、松竹） - 南田アキラ 役
- オクトパスアーミー シブヤで会いたい（1990年3月31日） - 雄太 役
- バタアシ金魚（1990年6月2日、シネセゾン） - 永井 役
- BEST GUY（1990年12月15日、東映） - 村松義貴 役
- ジェームス山の李蘭（1992年2月15日、東映） - 八坂葉介 役
- 流れ板七人（1997年1月15日、東映） - 明神渡 役
- あばれブン屋（1998年8月28日、日活） - 主演・早乙女文矢 役
- 9-NINE/ナイン（2000年11月4日、ベンチャーフィルム） - 的場 役
- 悪名（2001年7月28日、シネマパラダイス） - モートルの貞 役
- NIN×NIN 忍者ハットリくん THE MOVIE（2004年8月28日、東宝） - 柏田刑事 役
- ごくせん THE MOVIE（2009年7月11日、東宝） - 馬場正義 役
- 沈まぬ太陽（2009年） - 阪田実 役
- フローレンスは眠る（2016年） - 佐藤直也 役[10]

### Vシネマ
- 神様のい・う・と・お・り（1994年、明治生命オリジナルビデオ）
- 実録・広島四代目 シリーズ（2004年） - 山田久
- 倒産回避請負人 裁きの銀（2002年） - 主演・坂本銀司

### 舞台
- Happy Birthday（2002年）
- 大江戸緋鳥808（2012年）
- BIOHAZARD THE Experience（2017年）

### 吹き替え
- 劇場版Xファイル フォックス・ウィリアム・モルダー捜査官 - (デイヴィッド・ドゥカヴニー) （1999年7月、スカパー!版）

### ラジオ
- 東幹久 今夜もブレイク!（1992年7月 - 1993年9月）ニッポン放送『伊集院光のOh!デカナイト』箱番組
- 地井武男の音楽旅行（文化放送、2012年5月） - 地井武男の病気休養に伴う代役[11][注 2]。

ラジオドラマ
- FMシアター（NHK-FM）
  - 「試合前のエース」（2004年7月10日） - 篠田幹夫 役[12]
  - 「査察機長」（2006年4月15日） - 村井機長 役[13]
  - 「面影」（2022年4月16日） - 右子の夫 役[14]
- 青春アドベンチャー（NHK-FM）
  - 「風の向こうへ駆け抜けろ」（2017年10月2日 - 13日） - 緑川光司 役[15]
  - 「蒼のファンファーレ」（2018年5月7日 - 18日） - 緑川光司 役[16]
  - 「鷲は舞い降りた」（2020年1月20日 - 31日） - クルト・シュタイナ中佐 役[17]

### バラエティ
- うれしたのし大好き（1992年7月 - 10月、フジテレビ系）
- ワンダフル（1997年9月 - 2002年3月、TBS系） - 司会
- 笑っていいとも!（フジテレビ系） - 水曜日隔週レギュラー（1996年10月 - 1998年3月）
- 出没!アド街ック天国（テレビ東京） - 渋谷関連の回でゲスト出演
  - 「渋谷センター街」2000年9月30日
  - 「渋谷道玄坂」2002年3月23日
  - 「渋谷公園通り」2003年3月29日
- ちい散歩（テレビ朝日） - 2010年4月 - 2012年3月、月1回木曜日「東幹久のお江戸浮世絵散歩」→「東幹久のふれあい下町散歩」に出演。
- 若大将のゆうゆう散歩（2012年5月 - 2012年9月、テレビ朝日） - 月1回金曜日「東幹久のふれあい下町散歩」に出演。
- ダウンタウンのガキの使いやあらへんで! (日本テレビ)
  - 笑ってはいけないシリーズ（2006年 - ） - 笑いの刺客
  - 祝!浜田雅功 誕生日記念 ハイテンション ザ・ベストテン (2019年5月12日)
- イブアイしずおか (SBS、月曜日【MC】 東幹久,小沼みのり(SBSアナウンサー) 大石参月,新城健太(SBSアナウンサー),朝倉さや 【気象予報士】 田中健太郎))
- ぽかぽか（2024年2月23日 - 、フジテレビ） - 金曜日不定期コーナー「箸あげ幹久」「俺の演技を見ろ!クイズ幹久」

### ウェブテレビ
- 全日本女子パリピ選手権（2018年5月12日- 13日、AbemaTV）[18] - 審査員

### スポーツ番組
- BS11『BSイレブン競馬中継SUNDAY』（JRA競馬中継） 2017年1月〜[注 3]

### CM
- サンギアパガードM - 高岡早紀と共演。
- JACCS CARD
- サントリー　キールロワイヤル
- バドワイザー
- 三和銀行（1991年）
- トヨタ自動車 ハイエース・レジアス
- 岩手競馬CM
- 独立行政法人日本スポーツ振興センター　スポーツ振興くじ　totoBIG BIGの神様（2009年）
- アデランス「アデランスは誰でしょう?」（2010年） - 新庄剛志・山口智充と共演。第63回広告電通賞で3賞受賞。[19]
- 東京ガス（2010年 - ）
- アムウェイ（2011年 - ）
- ホーユー メンズビゲン（2012年）
- ミツカン 混ぜ込みいなり（2012年）
- サントリー Trotta SPARKLING（トロッタ スパークリング）（2013年）